# Marco Verratti
Marco Verratti (født 5. november 1992 i Pescara, Italien), er en italiensk fodboldspiller og midtbanespiller, der spiller i Qatar for  klubben Al-Arabi. 